# Абу Михнаф
Абу́ Ми́хнаф (араб. أبو مخنف لوط بن یحیی بن سعید الازدی الغامدی‎, полное имя  Лут ибн Йахйа ибн Саид Абу Михнаф ал-Азди ал-Гамиди, умер.774, Куфа) — исламский историк времени последних Омейядов и первых Аббасидов, писал по-арабски. Отец Абу Михнафа был вождём крупного племенного объединения ал-азд, участвовал в битве при Сиффине на стороне Али ибн Абу Талиба.

## Деятельность
Основные интересы трудов шейха Абу Михнафа были обращены на историю Ирака, борьбы иракцев против сирийцев, борьбы алидов против Омейядов, выступлений хариджитов. Известный исламовед Станислав Прозоров, считает его первым историографом ислама, описавший внутреннюю историю раннего ислама (борьба за власть и отход племён от ислама после смерти Мухаммеда, убийство халифа Усмана ибн Аффана, политическая борьба в Ираке, региональное и племенное соперничество и т. д.)
Абу Михнаф, собрав и обобщив материалы религиозно-исторических преданий (ахбар) об арабских племенах, написал серию исторических монографий, которые наиболее полно отразили историю алидского движения.
Исторические труды Абу Михнафа заложили основы шиитской историографии, оказав сильное влияние на её дальнейшую судьбу.

## Научные труды
Известные представители ислама Ибн ан-Надим и ан-Наджаши приводят в общей сложности свыше 40 названий сочинений Абу Михнафа, которыми пользовались последующие историки, такие как аль-Мадаини, Наср ибн Музахим ал-Минкари, Хишам ибн Мухаммад ал-Калби и др. Из этих сочинений можно выделить группу трудов, посвящённых мусульманским завоеваниям, другую группу, посвящённую описанию важнейших событий из истории алидского движения, и, наконец, третью, самую многочисленную группу трудов, в которых изложены политические события в восточном халифате при Омейядах — восстания хариджитов, борьба с сепаратистскими действиями наместников Ирака и т. д.
Более широкую известность произведения Абу Михнафа получили благодаря ат-Табари, который в своём opus magnum «Истории пророков и царей» около четырёхсот раз использовал сочинения, приписываемые Абу Михнафу, и тем самым предоставил возможность восстановить тексты его монографий.